# Sant Sadurní de Cuberes
Sant Sadurní de Cuberes és una antiga església parroquial d'estil romànic situada a l'antic poble de Cuberes. Pertany al terme de Baix Pallars, del Pallars Sobirà i fins al 1969 formà part de l'antic terme de Baén.
Està situada en el sector nord del poble, entre les restes del castell que coronava aquesta població.
Es tractava d'un temple d'una sola nau, amb una capçalera triabsidal que formava una planta de creu llatina. Actualment s'arriba a endevinar la planta de l'absis i d'una absidiola, 

## Notícia històrica
Està documentada el 1105 entre unes propietats que són restituïdes al monestir de Gerri, i aquesta possessió és confirmada el 1164 amb la butlla del papa Alexandre III.
La seva condició de parroquial passà a la nova església de Santa Magdalena de Cuberes, ja a l'Edat moderna. Aquest fet i l'abandonament del poblament a Cuberes, a inicis del segle xviii, arran de la Guerra de Successió, van provocar la seva prematura ruïna.